# Mertzwiller

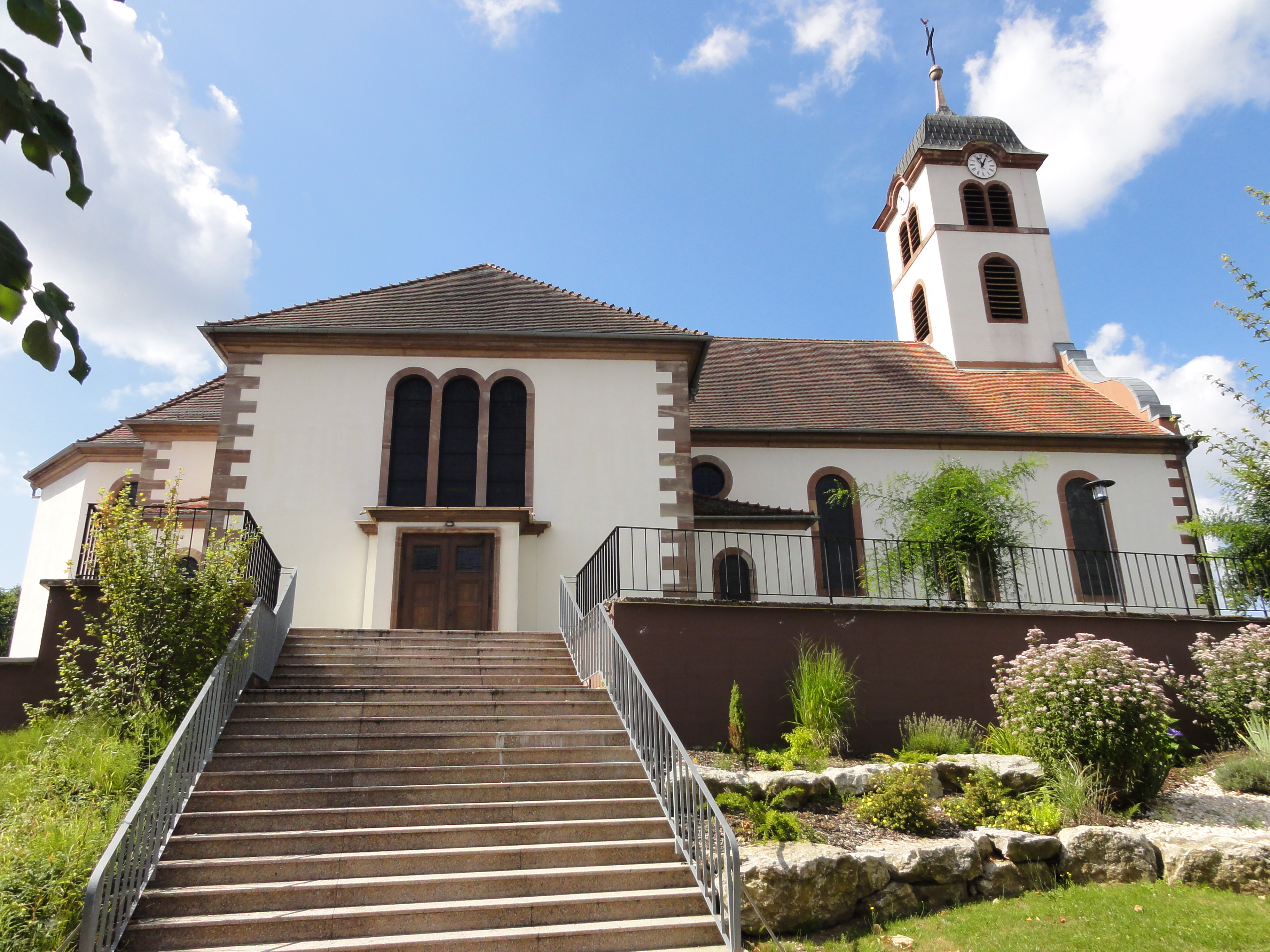
Kirche St. Michael

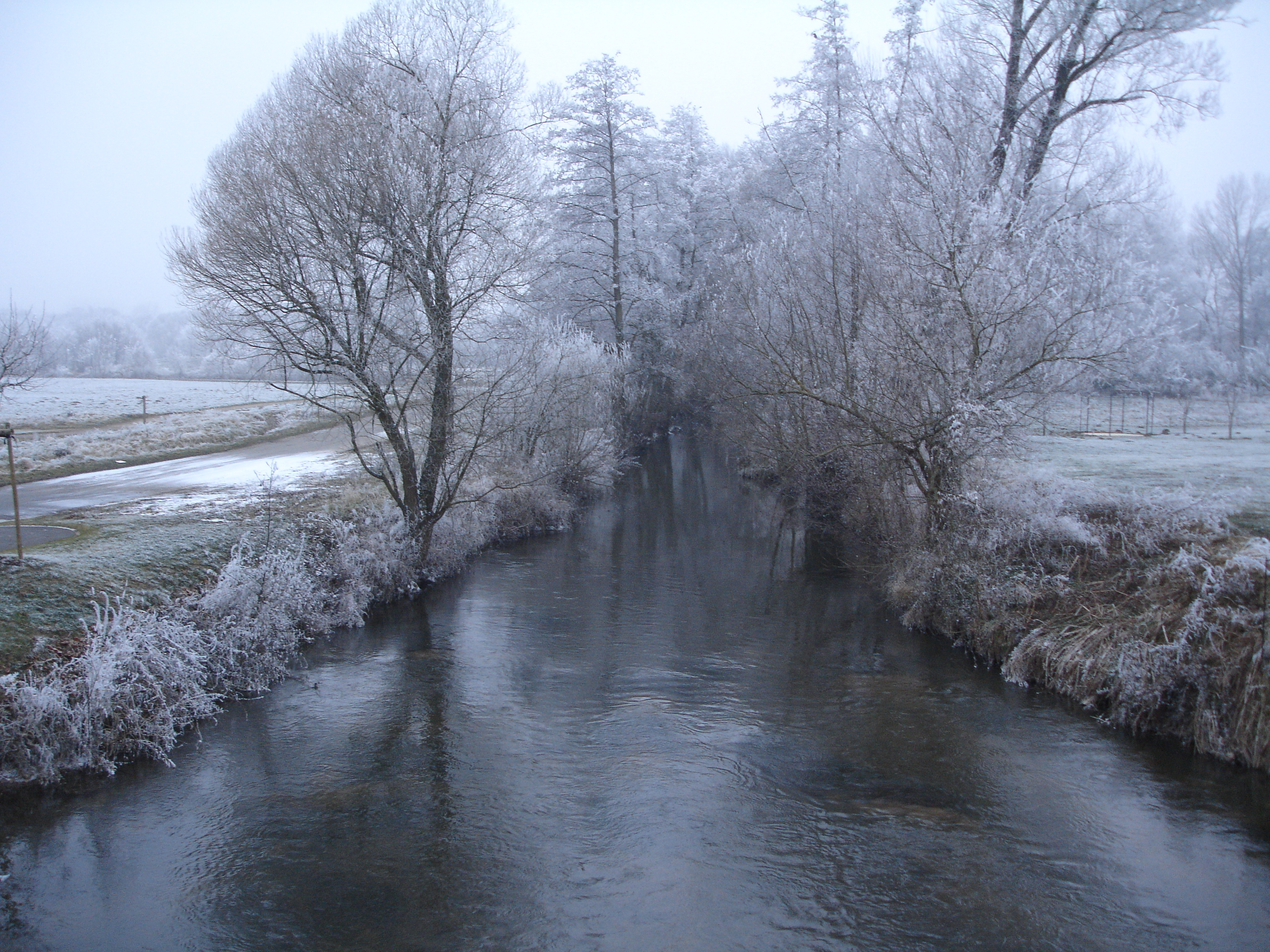
Nördliche Zinsel bei Mertzwiller

Mertzwiller (deutsch: Merzweiler) ist eine französische Gemeinde mit 3391 Einwohnern (Stand 1. Januar 2021) im Département Bas-Rhin in der Region Grand Est (bis 2015 Elsass). Sie ist Mitglied der Communauté de communes du Pays de Niederbronn-les-Bains.

## Geschichte

### Mittelalter
Merzweiler gehörte seit 1350 zur Herrschaft Lichtenberg. Es war ein Reichslehen. Durch Gebietserwerb im 14. Jahrhundert mussten zu Beginn des 15. Jahrhunderts die zu umfangreich gewordenen Ämter Ingweiler und Buchsweiler der Herrschaft Lichtenberg neu organisiert werden. Dabei wurde unter anderem das Amt Pfaffenhofen ausgegliedert und verselbständigt, zu dem auch Merzweiler gehörte.
Anna von Lichtenberg (* 1442; † 1474), eine der beiden Erbtöchter Ludwigs V. von Lichtenberg (* 1417; † 1474) heiratete 1458 den Grafen Philipp I. den Älteren von Hanau-Babenhausen (* 1417; † 1480), der eine kleine Sekundogenitur aus dem Bestand der Grafschaft Hanau erhalten hatte, um heiraten zu können. Durch die Heirat entstand die Grafschaft Hanau-Lichtenberg. Nach dem Tod des letzten Lichtenbergers, Jakob von Lichtenberg, eines Onkels von Anna, erhielt Philipp I. d. Ä. 1480 die Hälfte der Herrschaft Lichtenberg. Zu dieser Hälfte gehörte auch das Amt Pfaffenhofen mit Merzweiler. In der Folgezeit gelangte das Dorf in die Hände der Grafen von Zweibrücken-Bitsch. Diese rechneten es ihrer Herrschaft Oberbronn zu.

### Neuzeit
Von Zweibrücken-Bitsch gelangte die Herrschaft Oberbonn – und mit ihr Merzweiler – 1551 als Mitgift anlässlich der Heirat der Amelie von Zweibrücken-Bitsch mit Philipp I. von Leiningen-Westerburg an diese Familie. Spätestens zu diesem Zeitpunkt schied Merzweiler aus dem Einflussbereich der Grafschaft Hanau-Lichtenberg endgültig aus.
In Nachfolge der Leininger wurden die Landgrafen von Hessen-Homburg und zu einem geringeren Teil die schwedische Adelsfamilie der Freiherren von Sinclair im 17. Jahrhundert Herren der Herrschaft Oberbronn. Durch die Reunionspolitik Frankreichs fielen in der zweiten Hälfte des 17. Jahrhunderts auch die Herrschaft Oberbronn und das Dorf Merzweiler unter französische Oberhoheit. Der hessen-homburgische Teil ging in der Mitte des 18. Jahrhunderts an die Familie Hohenlohe-Waldenburg-Bartenstein über, der Sinclair’sche Anteil an die ebenfalls schwedischstämmige Familie derer von Lewenhaupt. Hohenlohe musste die Herrschaft 1793 an Frankreich abtreten und wurde dafür später mit Gebieten des säkularisierten Bistums Würzburg abgefunden. In den Verwaltungsreformen in Folge der Französischen Revolution wurde die Herrschaft Oberbronn aufgelöst. Merzweiler war nun französisch. 1980 wurde eine Gemeindepartnerschaft zu Burghaun (Hessen) begründet.

### Bevölkerungsentwicklung
| 1962 | 1968 | 1975 | 1982 | 1990 | 1999 | 2007 | 2017 |
| ---- | ---- | ---- | ---- | ---- | ---- | ---- | ---- |
| 2692 | 2948 | 3282 | 3408 | 3524 | 3507 | 3504 | 3355 |

## Verkehr
Die Gemeinde besitzt einen Bahnhof an der Strecke Haguenau–Niederbronn-les-Bains, die von Zügen des TER Grand Est befahren wird.

## Sehenswürdigkeiten
- Die erste Synagoge ist auf das Jahr 1721 datiert. Sie wurde 1822 durch ein neues Gebäude ersetzt, das 1872 restauriert wurde.

## Persönlichkeiten
- Simon Samuel (Sam) Marx (1859–1933), Vater der Marx Brothers, stammte aus Mertzwiller.
- Joseph-Paul Strebler (1892–1984), Missionar, Erzbischof von Lomé, Togo
- Michel Wackenheim (* 1945), Kirchenmusiker, Komponist und römisch-katholischer Priester